# Dalabuszki
Dalabuszki – wieś w Polsce położona w województwie wielkopolskim, w powiecie gostyńskim, w gminie Gostyń.
Wzmianka z 1386 r. notuje wieś jako własność szlachecką pod nazwą Daleburski. Wieś Dałabuski położona była w 1581 roku w powiecie kościańskim województwa poznańskiego.
W okresie Wielkiego Księstwa Poznańskiego (1815-1848) miejscowość wzmiankowana jako Dałabuszki należała do wsi większych w ówczesnym pruskim powiecie Kosten rejencji poznańskiej. Dałabuszki należały do okręgu krzywińskiego tego powiatu i stanowiły odrębny majątek, którego właścicielem był wówczas (1846) Kuszucki. Według spisu urzędowego z 1837 roku Dałabuszki liczyły 126 mieszkańców, którzy zamieszkiwali 16 dymów (domostw).
W latach 1975–1998 miejscowość administracyjnie należała do województwa leszczyńskiego.